# 夸德費爾德米爾巴赫河
49°13′51″N 12°38′25″E / 49.23088°N 12.64039°E

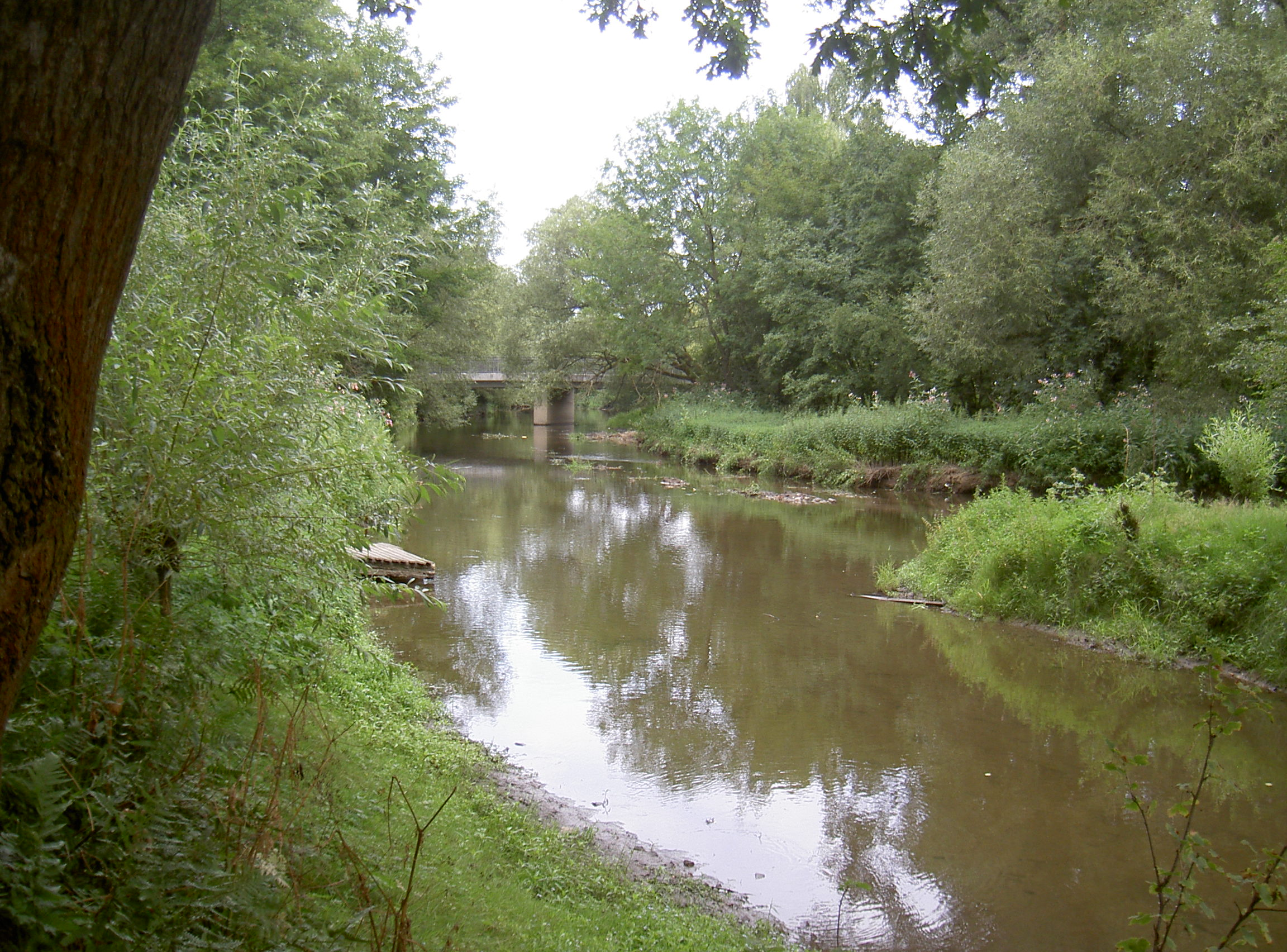

夸德費爾德米爾巴赫河是德國的河流，位於該國東南部，由巴伐利亞負責管轄，屬於雷根河的支流，河道全長8.8公里，流經卡姆縣。